# Majano (Friaul)
Majano (im lokalen Dialekt: Maian) ist eine norditalienische Gemeinde (comune) mit 5741 Einwohnern (Stand 31. Dezember 2023) in der Region Friaul-Julisch Venetien. Die Gemeinde liegt etwa 18 Kilometer nordwestlich von Udine östlich des Tagliamento.

## Gemeindepartnerschaften
Majano unterhält zwei inneritalienische Partnerschaft mit den Gemeinden San Zenone degli Ezzelini in der Provinz Treviso (seit 2000) und Traversetolo in der Provinz Parma.

## Verkehr
An der Gemeinde vorbei führt die Autostrada A23 von Gonars zur österreichischen Grenze.

## Persönlichkeiten
- Lorenzo Buffon (* 1929), Torwart, Lorenzo Buffon ist der Cousin eines Großvaters von Gianluigi Buffon.